# フアン・アントニオ・イピーニャ
フアン・アントニオ・イピーニャ（Juan Antonio Ipiña、1912年8月23日 - 1974年9月7日）は、スペイン・ビスカヤ県出身の元スペイン代表サッカー選手。

## 経歴
1912年にビスカヤ県オルトゥエリャに生まれ、1932年にビスカヤ県エランディオのクラブでキャリアをスタートさせる。翌年にはレアル・ソシエダへ移籍し、更に2年後にアトレティコ・マドリードに移籍した。
スペイン内戦後の1939年、ジャシント・キンコセスら4人しか選手が残っておらず、再建途中であったレアル・マドリードに加わった。1944-45シーズンよりキャプテンを務め、エスタディオ・サンティアゴ・ベルナベウのこけら落としとして1947年に開催されたCFベレネンセスとの試合でもキャプテンマークをつけた。様々なポジションでプレーすることができたイピーニャは、チームのニーズに合わせて徐々にポジションを下げていった。レアル・マドリードでは10年間で公式戦302試合に出場して10得点を記録、コパ・デル・レイを2度獲得した。
引退後もサッカーに携わり、1950年にレアル・バリャドリードの監督に就任。1950-51シーズンのプリメーラ・ディビシオン6位という順位は、4位でシーズンを終えた1962-63シーズンに次ぐクラブ史上2番目の記録となっている。1952-53シーズンには、ルイス・モロウニーやミゲル・ムニョス、パイーニョらを擁するレアル・マドリードを率いた。翌年からはクラブのテクニカルマネージャーとして尽力し、アルフレッド・ディ・ステファノを獲得した。その後もセビージャFCやアスレティック・ビルバオといったクラブの指揮を執った。

## 獲得タイトル
- コパ・デル・レイ：1945-46, 1946-47